# Колобутин, Анатолий Иванович
Анатолий Иванович Колобутин (17 февраля 1907 года, Киев — 25 июля 1955 года, Москва) — советский военный деятель, генерал-майор (11 июля 1945 года).

## Начальная биография
Анатолий Иванович Колобутин родился 17 февраля 1907 года в Киеве.

## Военная служба

### Довоенное время
В декабре 1922 года призван в ряды РККА и направлен на учёбу на гранатомётно-подрывной инструкторский сбор ЧОН Западного фронта при штабе ЧОН Гомельской губернии, после окончания которых в июне 1923 года назначен на должность инструктора гранатомётно-подрывного дела в составе 723-й Трубчевской роты особого назначения.
В октябре 1923 года направлен на учёбу на артиллерийское отделение при Объединённой военной школе имени ВЦИК, после окончания которой в октябре 1927 года направлен в 81-й артиллерийский полк, где служил на должностях командира огневого взвода и взвода полковой школы. В июне 1931 года направлен на артиллерийские курсы усовершенствования командного состава, после окончания которых в октябре того же года вернулся в полк, где служил на должностях командира топографического отряда и командира батареи.
С февраля 1934 года Колобутин служил в 4-м конноартиллерийском полку в составе 4-й Донской казачьей дивизии на должности командира учебной батареи, а с мая 1936 года — на должности помощника начальника штаба полка.
В сентябре 1937 года направлен на учёбу в Военную академию имени М. В. Фрунзе, после окончания которой в декабре 1939 года назначен на должность начальника 1-й части штаба 56-й стрелковой дивизии, после чего принимал участие в боевых действиях в ходе советско-финской войны.
В мае 1940 года назначен на должность преподавателя кафедры артиллерии Военной академии имени М. В. Фрунзе.

### Великая Отечественная война
С началом войны находился на прежней должности.
20 августа 1941 года назначен на должность начальника штаба 332-й стрелковой дивизии, которая формировалась в Иваново. После окончания формирования в октябре дивизия была передислоцирована и заняла оборонительный рубеж Красное, Чертаново, Царицыно, Братеево со включением в состав Московской зоны обороны. 7 ноября дивизия приняла в параде на Красной площади в Москве и в декабре направлена в район города Осташков, где вскоре принимала участие в боевых действиях в ходе Торопецко-Холмской и Демянской наступательных операций.
8 марта 1942 года подполковник Колобутин назначен на должность командира 29-й стрелковой дивизии, которая формировалась в Акмолинске (Среднеазиатский военный округ). По завершении формирования в июле дивизия была направлена на Сталинградский фронт в район станции Жутово, где с 18 августа по 20 ноября 1942 года вела тяжёлые оборонительные боевые действия в районе Абганерово и Бекетовки.
В ноябре направлен на учёбу на ускоренный курс при Высшей военной академии имени К. Е. Ворошилова, после окончания которого 26 мая 1943 года назначен на должность командира 56-й гвардейской стрелковой дивизии, формировавшейся районе Гжатска на базе 74-й и 91-й стрелковых бригад. После завершения формирования дивизия под командованием А. И. Колобутина участвовала в боевых действиях в ходе Спас-Деменской и Ельнинско-Дорогобужской наступательных операций и в освобождении Ельни и Смоленск, после чего вела бои на оршанском направлении. В конце декабря 1943 — начале января 1944 года дивизия была передислоцирована в район озера Свибло (юго-восточнее Идрицы), после чего участвовала в боевых действиях западнее и южнее Новоржева, из района которого перешла в наступление в ходе Режицко-Двинской, а затем Мадонской и Рижской наступательных операций. 27 октября 1944 года полковник Колобутин освобождён от занимаемой должности и назначен заместителем командира 7-го гвардейского стрелкового корпуса.
7 марта 1945 года назначен на должность командира 119-й гвардейской стрелковой дивизии, которая участвовала в боевых действиях против курляндской группировки противника.

### Послевоенная карьера
6 июня 1945 года назначен на должность командира 56-й гвардейской стрелковой дивизии (Ленинградский военный округ), а в январе 1946 года — на должность старшего преподавателя кафедры тактики высших соединений Высшей военной академии имени К. Е. Ворошилова. В 1950 году Колобутину присвоены права окончившего эту же академию.
Генерал-майор Анатолий Иванович Колобутин в мае 1955 года вышел в запас по болезни. Умер 25 июля того же года в Москве. Похоронен на Введенском кладбище (участок № 10).

## Воинские звания
- Полковник (27 июня 1942 года);
- Генерал-майор (11 июля 1945 года).

## Награды
- Орден Ленина (24.06.1948);
- Три ордена Красного Знамени (05.11.1942, 03.11.1944, 21.08.1953);
- Орден Кутузова 2-й степени (28.09.1943);
- Два ордена Отечественной войны 1-й степени (30.07.1944, 06.06.1945);
- Орден Красной Звезды (19.05.1940);
- Медали.